# Саша Лошич
Саша Лошич «Лоша» (19 липня 1964, Баня-Лука, SR Боснія і Герцеговина, SFR Югославія) — боснійський композитор, співак, музикант.

## Біографія
Саша Лошич народився в місті Баня-Лука 19 липня 1964 року.
Спочатку він був провідним вокалістом музичної музики в Боснії Plavi Orkestar, яка є однією з найпопулярніших музичних груп колишньої югославської поп- та рок-сцени.
Він живе в Сараєво, Боснія і Герцеговина.
Лошич є одним із найвідоміших композиторів на Балканах та одним з найвидатніших музикантів на балканській музичній арені.

## Творчість
Саша Лошич — композитор поп-музики, часто натхненної народною творчістю, а також автор театральних партитур (Ромео і Джульєтта, Елвіс де Люкс, Лимонад, Матінка Кураж, «Вакх»), документальних і художніх фільмів. Його нещодавня робота стосується фільмів «Горі ватра», «Каймак у мармеладі», «Дні та години», «Любителі кордону». Лошич працював над створенням нового кінооркестру Саші Лошича, світова прем'єра якого відбулася на 10-му ювілейному кінофестивалі з гала-концертами в Національному театрі в Сараєво.
Лошич — композитор, співак і аранжувальник групи Plavi Orkestar (Блакитний оркестр), однієї з найпопулярніших груп на території колишньої Югославії. Плаві Оркестар описаний музичними енциклопедіями як одне з «культурних явищ 1980-х і 1990-х» (продано 5 мільйонів примірників). На сьогоднішній день група залишається популярною — 10 альбомів та понад 1500 концертів по всьому світу.
У своїй кіномузиці Саша Лошич співпрацював з численними талановитими музикантами та співаками з усієї Європи. З композитором працювали:
- Кандан Ерцетін — одна з найбільших зірок турецької музики
- Влатко Стефановський — відомий македонський гітарист
- Момчило Баягіч — відомий сербський рок-музикант
- Таня Зайц Зупан — солістка на цитрі зі Словенії
- Йован Колунджія — всесвітньо відомий скрипаль з Белграда
- Мустафа Шантич — музикант з групи " Мостар Молдова Севда "
- Йосип Андрич — піаніст із Загреба
- Северин, Рада Шербеджія, Халід Беслік, Сериф Конжевік, Дадо Топіч, Чолич, Бранко Джурич, Гелена Блейн — співаки

## Вибрана фільмографія
- Ласкаво просимо до Сараєво / 1996 (автор пісень)
- Аутсайдер / 1997
- Zvenenje v glavi / 2002 (нагороджений за найкращий кінофільм, Кінофестиваль у Порторозі, Словенія, 2002)
- Горі ватра / 2003 (нагороджена найкращою партією фільму, «Даворін», Боснія і Герцеговина, 2004)
- Сир та джем / Каймак у мармеладі / 2003
- Sve džaba / 2006 (автор пісень)
- Petelinji Zajtrk / 2007
- Teško je be fin / 2007
- Агапе / 2007
- Vratiće se rode / 2007
- Rode u magli / 2007
- Orkestar aka Orchestra / 2011
- Сангхадж / 2012
- Adria Blues / 2013
- Žigosani u reketu / 2019